# Stevo Pendarovski
Stevo Pendarovski (em macedônio/macedónio:  Стево Пендаровски, pronunciado ['stɛvɔ pɛn'darɔfski]; Escópia, 3 de abril de 1963) é um político macedônio que foi presidente da Macedônia do Norte entre 2019 e 2024.

## Biografia
Stevo Pendarovski nasceu em 3 de abril de 1963 na Escópia, na República Socialista da Macedónia, na Iugoslávia (atual Macedônia do Norte). Sua família é originária de Galičnik.  Ele cresceu na Escópia pós-terremoto. Seus pais eram professores.  Pendarovski iniciou seus estudos elementares na então Escola Dositej Obradovikj (atual Escola Panajot Ginovski) enquanto terminava seus estudos secundários no ginásio Cvetan Dimov.  
Pendarovski obteve o título de Bacharel em Direito pela Universidade Santos Cirilo e Metódio da Escópia em 1987, obtendo posteriormente seu mestrado e doutorado. Graduado em Ciência Política pela mesma universidade. 

## Carreira política
Formado em direito, Pendarovski trabalhou primeiro como estagiário em um escritório de advocacia em Escópia, mas depois saiu e conseguiu um emprego no Ministério de Assuntos Internos, onde trabalhou como analista de segurança.  Em 1998, foi nomeado chefe da Administração de Análise e Pesquisa do Ministério de Assuntos Internos e porta-voz do ministério, na qualidade de Vice-Ministro de Relações Públicas.  Ele foi porta-voz do Ministério de Assuntos Internos durante o conflito armado de 2001 no país. 
Em 2001, Pendarovski ingressou no gabinete do presidente Boris Trajkovski, onde trabalhou como conselheiro de segurança nacional. O presidente Trajkovski e outras oito pessoas, incluindo três membros de seu gabinete, morreram em um acidente de avião na Bósnia e Herzegovina em 26 de fevereiro de 2004. Quando aconteceu a queda do avião, Pendarovski estava em Dublin como representante do presidente Trajkovski na delegação estadual que deveria apresentar naquele dia o pedido de adesão do país à UE, que foi posteriormente adiado. 
Por um curto período, de 2004 a 2005, Pendarovski chefiou a Comissão Eleitoral Estadual.
Em 2005, ele voltou ao gabinete presidencial, desta vez como conselheiro do presidente Branko Crvenkovski em segurança nacional e, posteriormente, em política externa.  Pendarovski deixou o gabinete presidencial em 2009, quando Crvenkovski encerrou sua presidência.
Pendarovski começou a lecionar na University American College em Escópia em 2008. Algumas das áreas que ensinou e pesquisou são: relações internacionais, inteligência e segurança nacional, geopolítica, globalização, política externa dos EUA, política externa e de segurança da UE, pequenos estados nas relações internacionais e outras. 
Em 4 de março de 2014, Pendarovski foi eleito pelo principal partido da oposição, a União Social Democrata da Macedônia, como candidato às eleições presidenciais de abril de 2014. 

### Presidência (2019–2024)

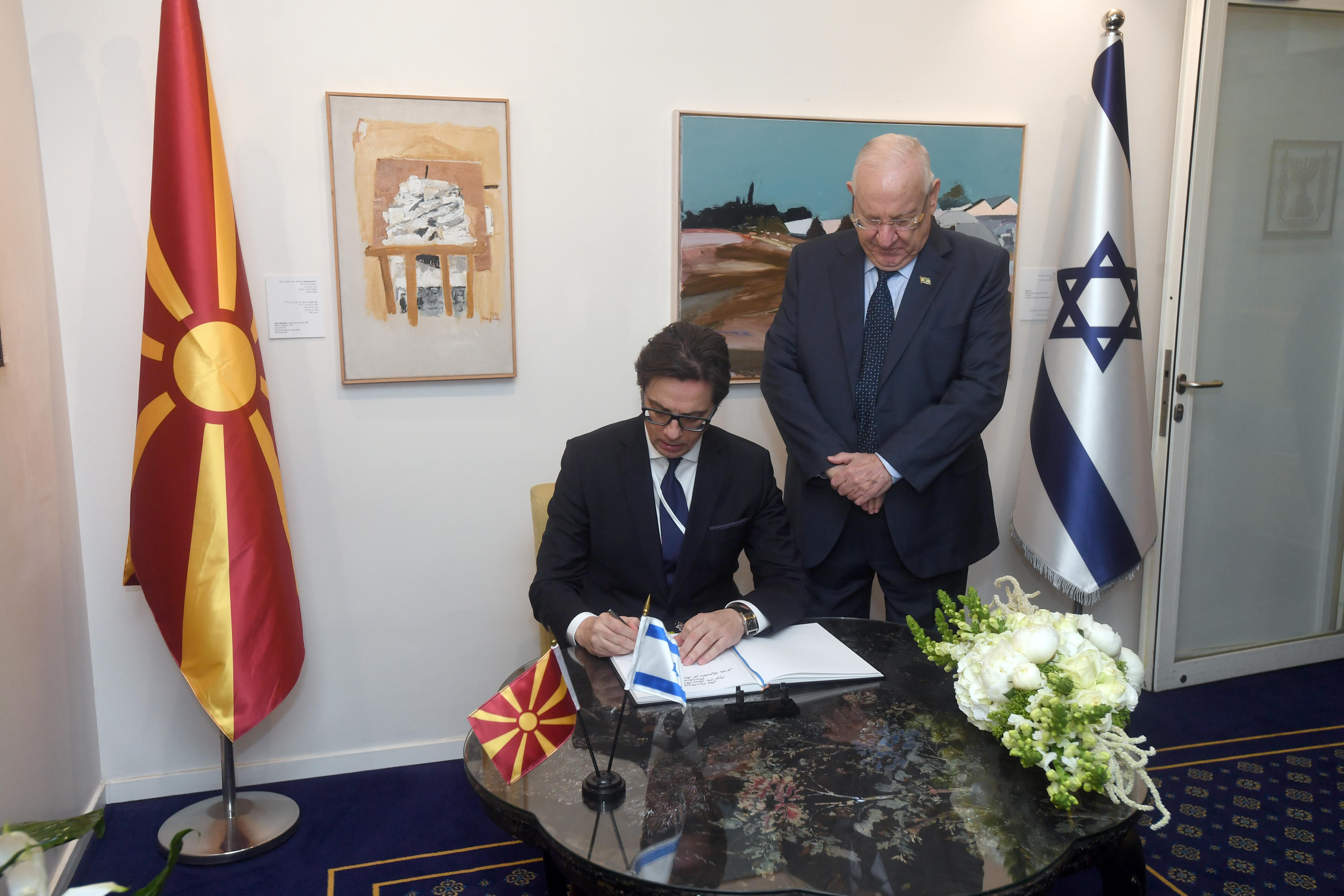
O então Presidente de Israel, Reuven Rivlin, encontra-se com o Presidente da Macedônia do Norte, Stevo Pendarovski, 2020

Pendarovski concorreu nas eleições de 2019 como candidato presidencial da União Social Democrata da Macedônia e da União Democrática para a Integração.   Ele conquistou 436.212 votos no segundo turno da eleição presidencial, 51,66% dos votos expressos. 
Durante a pandemia de COVID-19, Pendarovski introduziu o primeiro estado de emergência do país para conter o coronavírus, uma medida que abriu caminho para uma eleição parlamentar de 2022. 
Em fevereiro de 2022, Pendarovski foi visto caminhando com Embla Ademi, uma menina de 11 anos com síndrome de Down, para sua escola primária em Gostivar após saber que ela estava sofrendo bullying.  

## Vida pessoal
Pendarovski é casado com Elizabeta Gjorgievska, médica que trabalha na Clínica de Odontopediatria e Preventiva e professora da Faculdade de Odontologia de Escópia. Eles têm um filho, chamado Ognen. 

## Honrarias e prêmios
- Polônia: Grã-Cruz da Ordem da Águia Branca (24 de outubro de 2022)[22]